# مرجان نرم (سرده)
مرجان نرم (سرده) (نام علمی: Alcyonium) نام یک سرده از تیره نرم‌مرجانان است.